# Petar I Petrović-Njegoš
Petar I Petrović-Njegoš (în sârbă Петар I Петровић Његош; n. aprilie 1749, Njeguši, comuna Cetinje, Muntenegru – d. 18 octombrie 1830, Cetinje, comuna Cetinje, Muntenegru) a fost un mitropolit ortodox de Cetinje, prinț episcop al Muntenegrului și exarh al Bisericii Ortodoxe Sârbe în Muntenegru. A fost cel mai popular lider spiritual și militar al dinastiei Petrović. A fost canonizat de Biserica Ortodoxă Sârbă sub numele de Sfântul Petru de Cetinje (Sveti Petar Cetinjski).
El a fost descris ca „un om de statură neobișnuită, trăsături frumoase, talent considerabil și caracter extrem de respectat” de Therese Albertine Luise Robinson.

## Biografie
Născut în orașul muntenegrean Njeguši, la 1 aprilie 1747, Petar a fost tuns în monahism și hirotonit diacon la vârsta de doar 12 ani. În 1760 l-a însoțit pe unchiul său, episcopul Vasile, în Imperiul Rus pentru a studia acolo, dar episcopul a decedat în anul următor, forțându-l pe Petar să se întoarcă în Montenegro.
Tânărul diacon a devenit preot câțiva ani mai târziu și ulterior a fost ridicat la rangul de arhimandrit. A fost asistentul mitropolitului Sava în administrarea eparhiei până la moartea acestuia în 1784, an în care a fost ales mitropolit al Muntenegrului.
Prin această funcție, Petar nu doar că a devenit lider spiritual al comunității ortodoxe locale, ci și conducătorul secular (guvernator) al muntenegrenilor. Pe tot parcursul funcției sale, s-a dedicat cu strictețe promovării păcii între diversele triburi slave și a luptat împotriva dușmanilor externi ai poporului său.
În timpul unei noi vizite în Rusia în 1785, Muntenegrul a fost atacat de trupele turcești și ocupat, forțându-l pe Petar să se întoarcă în grabă pentru a conduce războiul de eliberare al propriului popor. La 3 octombrie 1796 a învins armata turcă în bătălia de la Krusi, făcând țara sa practic independentă față de Imperiul Otoman.
În 1813, sub conducerea sa, armata muntenegreană, sprijinită de marinele britanică și rusă, s-a opus victorios trupelor lui Napoleon în Dalmația. Cu toate acestea, la Congresul de la Viena, independența Muntenegrului nu a fost recunoscută, ceea ce a determinat mii de muntenegreni să caute refugiu în Serbia și în Rusia pentru a scăpa de foamete și de persecuțiile politice.
În ciuda rolului său politic și religios, Petar a continuat să trăiască ca un simplu călugăr, dedicându-și mare parte din zi în rugăciune și practici ascetice în mica sa chilie. Viața sa era împărțită între rugăciune, post și politică, totuși Petar a găsit timp să citească cărți în franceză, italiană și rusă, pentru a-și îmbunătăți cunoștințele în doctrina ortodoxă și în cultura seculară.
La nivel social, a pregătit Muntenegru să devină un stat modern, introducând un sistem eficient de impozite, promovând educația și încurajând inițiativele economice private.
Un aspect semnificativ al politicii sale penale a fost că, potrivit autobiografiilor sale, niciun criminal nu a fost condamnat la moarte în timpul guvernării sale. De asemenea, el a ratificat primul cod penal muntenegrean, cunoscut sub numele de Zakonik Petra I.
Sfântul Petru, mitropolit și guvernator al orașului Cetinje și al întregului Muntenegru, a murit la 31 octombrie 1830. I-a succedat nepotul său, Petar al II-lea.
Hagiografia sa menționează că în anul 1834, atunci când mormântul său a fost deschis, trupul său a fost găsit intact și mirosind a mir, un detaliu care a accelerat procedura de canonizare a sa.